# Team America: World Police
(Tagline nel film)
Team America: World Police è un film del 2004 diretto da Trey Parker, e scritto da Parker e Matt Stone, i creatori della celebre serie animata South Park.
Come il precedente South Park - Il film: più grosso, più lungo & tutto intero, è un film d'animazione, ma anziché essere disegnato è recitato interamente da marionette, nello stile della nota serie televisiva inglese Thunderbirds, che è anche uno dei bersagli delle parodie di questo film. Nel film sia gli effetti speciali che le marionette sono a cura dei Fratelli Chiodo, registi e creatori di effetti speciali, famosi soprattutto per la loro commedia horror Killer Klowns from Outer Space.
Lo stile di animazione di questo film è stato definito dai due creatori Supercrappymation (traducibile come "animazione super merdosa"), una frecciatina alla Supermarionation, la denominazione ufficiale della tecnica d'animazione usata in Thunderbirds, ma anche una scherzosa ammissione di come le marionette siano state animate (volutamente) male, con tanto di fili ben visibili a differenza di quanto accadeva nella serie ispiratrice.

## Trama
Il Team America è un commando votato alla eliminazione del terrorismo in ogni angolo del mondo e dispone di un centro di comando situato nel Monte Rushmore. La squadra è composta da Lisa, una psicologa, il suo fidanzato Carson, l'atletico Joe, la veggente Sarah e infine Chris, esperto in arti marziali che nutre una profonda sfiducia negli attori. Il Team è guidato da Spottswoode e dal supercomputer I.N.T.E.L.L.I.G.E.N.C.E. La missione con cui si apre il film è ambientata a Parigi, dove i nostri eroi eliminano un gruppo di terroristi anche se a prezzo della distruzione di celeberrimi luoghi come la Torre Eiffel, l'Arco di Trionfo e il Louvre, ma uno di essi, con le sue ultime forze, riesce a sparare a Carson proprio mentre stava per chiedere a Lisa di sposarlo.
Per rimpiazzare Carson, Spottswoode decide di reclutare come nuovo membro Gary Johnston, il più promettente giovane attore di Broadway che conosce diverse lingue, convinto che un personaggio del genere sia indispensabile per infiltrarsi nei luoghi frequentati dai terroristi per carpire loro importanti informazioni. All'insaputa del Team, lo spietato dittatore nord-coreano Kim Jong-il è il vero fornitore di armi di distruzione di massa dei terroristi internazionali. Infatti quando Hans Blix viene nel suo palazzo per provare ad ispezionare i suoi armamenti, Kim Jong-il lo uccide gettandolo in pasto agli squali. Intanto il Team America si reca in Egitto nel Cairo dove Gary, con le sue doti da attore e conoscenze linguistiche, riesce a spiare le mosse di alcuni terroristi ceceni in trasferta. Quando vengono scoperti si scatena un altro scontro a fuoco nel quale il Team riesce a sconfiggere i terrorsiti distruggendo accidentalmente il Tempio di Abu Simbel, la Sfinge e una delle piramidi.
L'opinione pubblica del Team, aizzata dal gruppo di attori liberali Gilda Attori Yankee (G.A.Y.) organizzata da Alec Baldwin, l'idolo di Gary, che fra i suoi membri include Matt Damon, Liv Tyler, Samuel L. Jackson, Janeane Garofalo, George Clooney, Susan Sarandon, Ethan Hawke, Helen Hunt, Martin Sheen, Danny Glover, Tim Robbins e Sean Penn, è negativa, con tutti che accusano il Team di degradare la situazione internazionale. Gary si confida con Lisa, dicendole che nella sua infanzia le sue doti da attore hanno causato la morte di suo fratello facendolo uccidere da un branco di gorilla. I due si innamorano e hanno un rapporto sessuale, quando improvvisamente dei terroristi fanno saltare in aria il Canale di Panama e causando una strage, per vendicarsi di ciò che è successo nel Cairo. Credendo che il suo talento da attore abbia di nuovo causato guai e non sopportando le accuse del suo idolo Alec Baldwin, Gary decide di abbandonare la squadra. Il resto del Team entra in una missione per il Derkaderkastan senza di lui, finendo abbattuti e catturati dalle truppe di Kim Jong-il. Contemporaneamente, Michael Moore nelle vesti di bomba umana fa saltare in aria il quartier generale del Team uccidendo apparentemente Spottswoode.
Tutte queste tragedie gettano Gary in un profondo stato di depressione dove lui diventa un alcolizzato, ma alla fine ritrova le speranze dopo aver ascoltato il discorso di un vecchio ubriaco. Nel frattempo nella Corea del Nord Kim Jong-il organizza nel suo palazzo un grande festival della pace invitando come ospiti i membri della G.A.Y. e i presidenti di tutte le nazioni della Terra. In realtà il dittatore ha pianificato questa celebrazione per distrarli mentre le sue forze militari detoneranno diverse bombe su tutto il Globo e ridurre tutto il pianeta in un paese del terzo mondo. Gary ritorna al Monte Rushmore trovando solo i detriti della base del Team America, ma a sua sorpresa Spottswoode e l'I.N.T.E.L.L.I.G.E.N.C.E. si sono salvati. Dopo aver ripreso fiducia di Spottswoode con una fellatio e sottoponendosi ad un corso di formazione di un giorno, Gary viene inviato nella Corea del Nord per salvare i suoi compagni ed evitare la catastrofe.
Gary riesce ad infiltrarsi nel palazzo di Kim Jong-il e libera i suoi amici. Il Team affronta in un violento combattimento i membri della G.A.Y. riuscendo a uccidere brutalmente la maggioranza degli attori. Solo a questo punto Chris confessa a Gary di provare odio verso gli attori perché da giovane fu molestato dal cast del musical Cats. In seguito il Team America affronta Kim Jong-il e durante la colluttazione Gary ripete il discorso del vecchio ubriaco ai leader mondiali convincendoli ad essere uniti in maniera pacifica. Furioso, Kim Jong-il uccide Alec Baldwin con un mitra, ma poi Lisa lo calcia da dietro buttandolo giù dalla balconata e facendolo infilzare sul Pickelhaube del presidente della Germania. Improvvisamente si scopre che Kim Jong-il è in realtà uno scarafaggio alieno e fugge via a bordo di una minuscola navetta spaziale giurando agli eroi di tornare e vendicarsi.
Nel finale, mentre Gary e Lisa riprendono la loro relazione, il Team America parte per stanare i terroristi rimasti.

## L'idea di base
Parker e Stone non conoscevano la serie Thunderbirds prima di vederla per caso in televisione: a quel punto decisero che sarebbe stata un'ottima idea di partenza per il loro prossimo film. In origine i due avrebbero voluto realizzare parodie di film come L'alba del giorno dopo o Armageddon - Giudizio finale, girate interamente con marionette e basate sui copioni originali, ma problemi legali impedirono lo svilupparsi di queste idee; anche la proposta di girare una versione - vietata ai minori - di Thunderbirds venne presto scartata per lo stesso motivo. Così, i due decisero di creare una sceneggiatura originale che potesse contenere tutti i possibili luoghi comuni dei tipici blockbuster (categoria nella quale ricadono anche i film che avrebbero voluto satireggiare in precedenza) e nel contempo usarli per sbeffeggiare il patriottismo americano che questo tipo di film sottintendeva: per ottenere questi risultati decisero di basare la trama su un problema scottante per la collettività, ovvero la risposta americana al terrorismo internazionale. Protagonista del film sarebbe stato un commando di super-esperti in grado di snidare i terroristi ovunque si trovassero, il Team America.

## I bersagli della satira
Poiché il film negli Stati Uniti è uscito a ridosso delle elezioni presidenziali 2004, molti hanno interpretato il film di Parker e Stone come un invito a votare John Kerry alle elezioni, vedendo il trattamento riservato a quella che essi interpretavano come una caricatura della politica imperialista di George W. Bush. Sebbene effettivamente il Team America faccia il verso all'antiterrorismo, però, non ci sono diretti riferimenti a nessun politico o uomo di stato (a parte Kim Jong-il e il capo della Commissione di controllo delle Nazioni Unite Hans Blix, entrambi raffigurati con due marionette): Bush e Kerry non sono mai visti né menzionati, e per tutta la durata del film non viene mai detto a quale organo dello Stato faccia capo il Team America.
In realtà, il film (come da tradizione per Parker e Stone) prende in giro entrambi gli schieramenti, così come i terroristi: se da un lato i membri del Team America (la destra) portano devastazione ovunque perché sono totalmente ignoranti di politica estera e preoccupati solo di fare il loro lavoro senza curarsi minimamente delle conseguenze delle loro azioni, dall'altra gli attori della G.A.Y. raffigurati nel film (la sinistra) blaterano confusamente di pace e unità fra i popoli, lanciano a sproposito moniti contro le corporazioni e alla fine si dimostrano altrettanto aggressivi e violenti del Team da loro tanto demonizzato quando si tratta del perseguire i propri scopi. Kim Jong-il, inoltre, è presentato come un "cattivo" paranoico e megalomane che sembra uscito da un qualsiasi film di James Bond. Da questo punto di vista si può dire che il film non abbia una particolare connotazione politica nonostante le apparenze.

## L'umorismo del film
Sebbene Team America si possa classificare come film satirico, ci sono anche altri livelli di comicità presenti nell'opera, che verranno di seguito elencati e commentati.
- Umorismo volgare: una costante nelle opere di Parker e Stone. Alcuni esempi di questo tipo di comicità includono: la lunghissima scena di Gary che vomita dopo essersi ubriacato in un bar; la scena di sesso tra Gary e Lisa (che è stata tagliata e modificata più volte per evitare la classificazione del film come pornografico, nonostante i protagonisti fossero pupazzi); la fellatio di Gary a Spottswoode (non mostrata); il discorso finale di Gary ai potenti della Terra, che utilizza delle metafore basate sui genitali per descrivere i rapporti tra destra, sinistra e terrorismo; la definizione della "Gilda Attori Yankee", in originale Film Actors Guild (una parodia della vera Screen Actors Guild), ovvero F.A.G., che si rifà alla parola inglese "fag" (si potrebbe tradurre come "frocio").
- Parodia: le azioni del Team America includono praticamente ogni possibile cliché dei film d'azione hollywoodiani, tra cui la presa di coscienza del protagonista, i rapporti all'interno del gruppo di eroi, salvataggi all'ultimo secondo, l'allenamento del protagonista riassunto in una sequenza di montaggio (già parodiato in un episodio di South Park), l'obbligatoria scena di sesso, la temporanea vittoria dei cattivi e tanti altri. Sono presenti inoltre altre parodie di celebri film tra cui Matrix, Guerre stellari e Kill Bill. Stone e Parker si prendono anche gioco di Michael Bay e del suo film su Pearl Harbor con la canzone d'amore che Gary dedica a Lisa, Pearl Harbor sucked, and I miss you, nella quale lui descrive i sentimenti che prova verso di lei mentre critica Bay e il suo film.
- Pseudo-critica sociale: il film si fa beffe del patriottismo americano e della questione dell'americanizzazione dell'immaginario causata da Hollywood attraverso alcuni particolari: il quartier generale del Team America si trova all'interno del Monte Rushmore e i veicoli dei vari membri escono dai quattro testoni dei presidenti USA scolpiti; ogniqualvolta la scena è ambientata in un paese al di fuori degli USA un sottotitolo informa quanti kilometri esso sia distante dagli Stati Uniti; le popolazioni straniere sono rappresentate in modo volutamente stereotipato e un po' grottesco (ad esempio, i francesi dicono solo espressioni comuni come "Sacre bleu" e simili, mentre nella scena del Canale di Panamá le vittime dicono solo "No me gusta"); gli USA nonostante i guai causati finiscono invariabilmente per diventare i salvatori della Terra.
- Umorismo meta-referenziale: mentre in alcune scene i personaggi sono rappresentati nel modo più realistico possibile, quasi da far dimenticare che siano marionette (nonostante i fili sempre ben in vista), in altre la loro natura di fantocci viene sottolineata attraverso movenze goffe o dettagli. Per esempio, spesso alcuni oggetti vengono inseriti all'interno delle scene per far capire la vera dimensione delle marionette: la cintura dei membri del Team include un quarto di dollaro come fibbia, le foglie delle palme che fanno da sfondo agli incontri della G.A.Y. sono fatte di banconote, in Corea alcune delle abitazioni nel panorama sono in realtà le tipiche scatole da take-away per cibo cinese e così via. Le scene più clamorose in questo senso sono due: quella in cui Gary è in sella a una moto giocattolo radiocomandata, ma su una vera strada asfaltata (in modo da far risaltare le sue dimensioni di marionetta) e quella del combattimento con le "pantere" (in realtà gatti neri).

Esistono poi dei paralleli con il più celebre prodotto di Parker e Stone, South Park. Il più evidente è la sequenza di allenamento di Gary che parodia simili sequenze in cui la formazione dell'eroe è visualizzata tramite un montaggio di diverse situazioni: la canzone autoreferenziale Montage era già comparsa nell'episodio di South Park intitolato Asspen, in cui serviva da commento a una scena simile. Inoltre anche le frecciate ad Alec Baldwin (ironicamente definito "il più grande attore del mondo") erano già presenti nel film di South Park, in cui la villa dei Baldwin viene bombardata dai canadesi. La marionetta che rappresenta Matt Damon ricorda Timmy personaggio di South Park, entrambi quando parlano non fanno altro che dire il proprio nome. Per finire, i terroristi islamici del film parlano come i musulmani raffigurati in South Park, con un linguaggio immaginario composto da parole vere come "Jihad" e "Muhammad" e altre incongrue come "baka", "derka" e "sherpa".

## Musiche
Marc Shaiman è stato appositamente assunto per comporre i temi musicali originali ed aiutare il regista Parker nella composizione delle canzoni del film. Questi ha contribuito a comporre Everyone Has AIDS e Derka Derk (Terrorist Theme). Presentata la composizione, lo studio decise di respingerla e rimpiazzò Shaiman all'ultimo minuto con Harry Gregson-Williams (Parker aveva incaricato Shaiman di comporre i temi musicali del film come se si trattasse di un tipico film d'azione, mentre lo studio aveva invece reputato di fargli assumere una connotazione da commedia). Tuttavia, Shaiman ha comunque diretto l'orchestra in varie sessioni del film.

## Curiosità
- Nel film Run Fatboy Run appare il poster del film Team America appeso a una parete dell'appartamento di Dennis, interpretato da Simon Pegg.